# Günther von Saar
Günther Freiherr von Saar (auch Günter; voller Name Günter Eduard Heinrich Maria von Saar; * 2. September 1878 in Wiener Neustadt; † 7. Dezember 1918 in Innsbruck) war ein österreichischer Bergsteiger und Chirurg.

## Genealogie
Günther von Saar war ein Sohn des Oberstleutnants Heinrich von Saar. Sein Großvater väterlicherseits namens Heinrich von Saar (1799–1863) stammte aus Krakau, arbeitete als Kreishauptmann in Przemyśl, war ein kaiserlich und königlicher Hofrat und verheiratet mit Mathilde Smolka (1805–1880), die aus Lemberg stammte.
Von Saars Mutter namens Marie (1853–1919) war eine Tochter des Ritters Eduard von Liszt (1817–1879). Ihr Vater war als promovierter Jurist ein Gen. prokurator beim Obersten Gerichts- und Cassationshof in Wien, gehörte der judiciellen Staats-Prüfungs-Commission an und trug den österreichischen Orden der Eisernen Krone. Er war verheiratet mit Karoline Pickbart (1827–1854).
Von Saars Onkel väterlicherseits war der könig- und kaiserliche Oberstleutnant Rudolf (1843–1892), der 1883 zum Freiherrn ernannt wurde. Ein Onkel mütterlicherseits war der Strafrechtler Franz von Liszt (1851–1919): Er selbst heiratete 1905 in Wien die 1885 in Dobřis geborene Klementine (Titty) Angerer, mit der er zwei Söhne und zwei Töchter hatte.
Saar starb im Dezember 1918 in Wien an der Grippe.

## Leben
Nachdem von Saar das Gymnasium besucht hatte, studierte er von 1897 bis 1902 Medizin in Graz. Er habilitierte sich 1911 in Graz in Chirurgie. 1917 wurde er an der Universität Innsbruck Professor.
Während des Ersten Weltkrieges diente er als in einem Feldlazarett, er soll dort an die 800 Operationen ausgeführt haben. Nach seiner Rückkehr arbeitete er als „Korps-Konsiliarchirurg“ an der Isonzofront.

## Alpinistische Karriere
Bereits als Schüler unternahm von Saar Klettertouren, unter anderem in den Alpen und den Dolomiten. Als Student setzte er seine Leidenschaft fort und so führte er, oft in Begleitung von Viktor Wolf von Glanvell, diverse Bergtouren durch. Diese Touren waren, im Gegensatz zu seiner Schulzeit, führerlos Neutouren, fanden aber ebenfalls in den Alpen und den Dolomiten statt. Von Saar war Kletterpartner von Paul Preuß, des legendären Freikletterers und einer seiner letzten Seilpartner vor dessen Tod.
Ab 1899 war von Saar Mitglied im Österreichischen Alpenklub. Er unternahm 30 Erstbesteigungen und schuf über 60 Neutouren in den Ost- und Westalpen. 1901 bestieg von Saar den Großvenediger erstmals mit Skiern. Des Weiteren ergründete er die Skitourengebiete Mürzzuschlag und Murau. Durch seine Erstbesteigung des Campanile di Val Montanaia beendete von Saar die Ära der Gipfelersteigungen in den Ostalpen.

## Werke

### Medizinisches
- Die Sportverletzungen. Enke, Freiburg 1914
- (Hrsg.) Ärztliche Behelfstechnik. Springer, Berlin 1918

### Alpinistisches
- Die Nordwand des Hochtors im Gesäuse, in: Deutsche Alpenzeitung. 1901, Nr. 42–43, S. 11–13
- Neue Touren in der Geislergruppe, ebd. 1902/03, H. 19, S. 173–181
- Die Ostwand der Monte Rosa, ebd. 1909, H. 13, S. 1–6
- Aus der Fanis-Tofana-Gruppe, in: Österreichische Alpenzeitung 1899, S. 259–267
- Schneeschuhfahrten in der Umgebung von Murau in der Steiermark, ebd. 1902, S. 257–264, 269–273, 281–286
- Der Däumling im Gosaukamm, ebd. 1914, S. 177–184
- Eine Überschreitung der Kleinen und Großen Aiguille du Dru, ebd. 1917, S. 80–85
- Zur Erschließung der Karnischen Voralpen, in: Zeitschrift des Deutschen und Österreichischen Alpenvereins, 1905, S. 383–400, 1906, S. 380–396, 1907, S. 301–323, 1908, S. 322–338 (mit Karl Domenigg)
- Die Berge um der Klaas-Billen-Bay, ebd. 1909, S. 109–135
- Eine Schneeschuhfahrt auf den Großvenediger, in: Mitt. des DÖAV 1901, S. 32–34
- Eine Überschreitung des Aletschhorns, ebd. 1910, S. 16 f.